# Rubén Domínguez
Rubén Domínguez González (Puerto Real, 23 gennaio 2003) è un cestista spagnolo.

## Carriera

### Nazionale
Con la nazionale Under-19 spagnola ha partecipato al Mondiale di categoria del 2021, concluso al quinto posto finale. Nel 2022 ha vinto la medaglia d'oro all'Europeo Under-20, disputato in Montenegro.

## Palmarès
- FIBA Europe Cup: 1

Bilbao: 2024-2025